# Peter Mendaš
Peter Mendaš - Iztok, slovenski general, * 20. junij 1919, † 2003.

## Življenjepis
Leta 1941 se je pridružil NOVJ in naslednje leto je postal član KPJ. Med vojno je bil politični komisar več enot.
Po vojni je bil med drugim pomočnik poveljnika armade. Dosegel je čin generalpodpolkovnika.